# La Caleta (Buenos Aires)
La Caleta es una localidad del partido de Mar Chiquita, al centro sur de la provincia de Buenos Aires, Argentina.
Se encuentra sobre Ruta Provincial 11, km 488.

## Turismo
El pueblo de La Caleta se encuentra a tan solo 25 kilómetros de la ciudad de Mar del Plata, por lo que representa una alternativa más tranquila a esa ciudad. 
El atractivo principal de la localidad costera de La Caleta, al igual que las localidades vecinas de Mar de Cobo y Parque Lago, son sus playas para caminar y disfrutar de las aguas del océano Atlántico. En su límite sur se encuentra el famoso arroyo Los Cueros, el cual desemboca en el mar siendo un gran atractivo para turistas y locales. 
Además la localidad cuenta con un anfiteatro donde se realizan obras infantiles y para toda la familia, una cervecería artesanal y un lugar de homenaje para soldados excombatientes de la guerra de Malvinas.

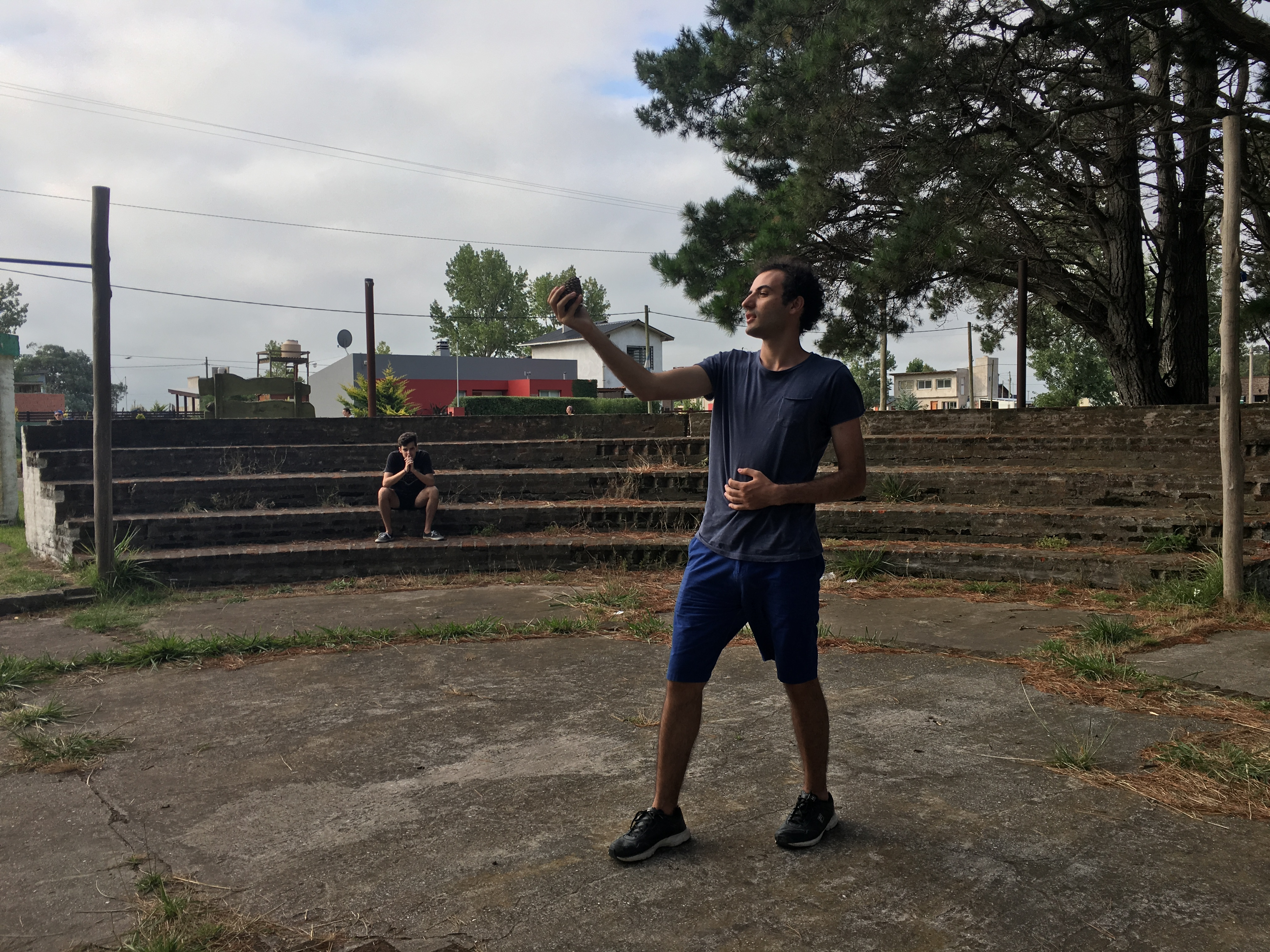
Representación de Hamlet con piña en el anfiteatro local de La Caleta

## Población
El aglomerado Mar de Cobo incluye las localidades de La Baliza y La Caleta, siendo la población de 760 habitantes (Indec, 2021) y representando un incremento del 87,5% frente a los 406 habitantes (Indec, 2010) del censo anterior. La Caleta contaba con 63 habitantes (Indec, 2001).

## Toponimia
La localidad recibe su nombre por el accidente geográfico que forma el mencionado Arroyo Los Cueros, que la delimita.